# Чёрный обелиск (роман)
«Чёрный обелиск» (нем. Der schwarze Obelisk) — межвоенный роман Эриха Марии Ремарка. Он рассказывает о бывших солдатах, выживших после Первой мировой войны, которые, в соответствии с подзаголовком «История запоздалой юности», не могут построить «нормальную» жизнь после пережитой войны. Предыстория сюжета — мировой экономический кризис и стремительная инфляция в Германии.
В художественном отношении «Чёрный обелиск» является логическим продолжением романов «На Западном фронте без перемен» и «Возвращение». Впервые роман был опубликован в 1956 году, но Ремарк уже провел подготовительную работу над романом в 1920-х и 1930-х годах, параллельно с работой над «Тремя товарищами».

## Сюжет
Действия романа ведётся от лица Людвига Бодмера, представителя «потерянного поколения» и происходят в городе Верденбрюк в 1923 году, во время инфляции в Германии; цены меняются несколько раз в день, начинается рост националистических настроений. Людвиг работает продавцом надгробий, входит в клуб поэтов, играет на органе в обмен на бесплатную еду в психиатрической лечебнице, где он часто встречается с Женевьевой Терговен, страдающей раздвоением личности, которая в основном считает себя Изабеллой, мечтательной, загадочной женщиной. Хотя она называет Людвига по разному: Рольф, Рудольф, реже Рауль или Ральф, он чувствует к ней платоническую любовь. Благодаря такому разнообразию занятий, Людвиг взаимодействует с широким кругом населения своего города и окрестных деревень, и нам дано наблюдать за этим взаимодействием. Мы видим, например, бизнесменов — одни пытаются придерживаться старых принципов и разоряются, другие спекулируют акциями, эксплуатируют систему и богатеют неправильными с моральной точки зрения способами. Мы видим ветеранов войны — одни критикуют старые методы, которые привели их к неудачной войне, другие тоскуют по старым временам военной дисциплины и превращаются в несгибаемых националистов, восхваляющих достоинства Адольфа Гитлера. Одним из таких был мясник Вацек, нацист, чья жена Лиза изменяла ему с Георгом Кроллем. На протяжении повествования Людвиг ведёт долгие диалоги с Изабеллой о любви, о смысле жизни, о Боге. Между ними вспыхивают особенные отношения.
Он занимается своей профессией продавца надгробий с изрядной частью сарказма, который он приобрел во время войны. Первая мировая война глубоко проникла в персонажей, которые часто рассказывают о своих переживаниях. Вместе со своим коллегой Георгом Кроллем Людвиг занимается торговлей, которая становится все более сложной из-за стремительно растущей инфляции.
Черный обелиск также отражает хитрости, к которым прибегают люди, чтобы обеспечить свое выживание. Например, некоторые женщины ищут богатых и успешных мужчин, чтобы впоследствии выйти за них замуж. Это приводит Людвига в замешательство и ревность, когда он был отвергнут своей подругой Эрной, которой посвящал стихи, «теряет» «свою» Герду, которая уходит к владельцу ресторана Эдуарду Кноблоху

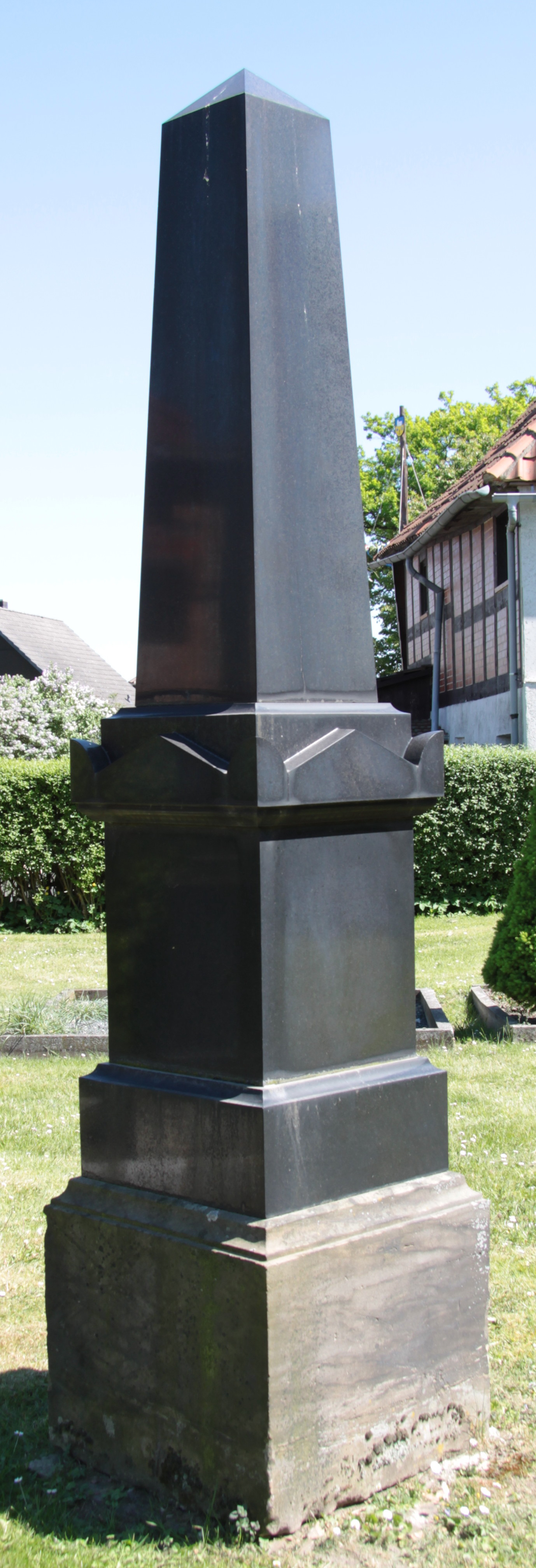
Иллюстрация типичного черного обелиска

Неожиданно Изабелла выздоравливает, и личность Изабеллы вытесняется личностью прежней Женевьевы. Доктор Вернике рассказывает о причине её болезни. После смерти отца её мать вышла замуж за друга семьи по имени Рудольф, в которого была влюблена Женевьева. Помимо прочего, она застала мать с Рудольфом во время половых отношений. Однако выздоровевшая Женевьева не узнаёт Людвига и ничего не помнит, что серьезно повлияло на Людвига. Благодаря Изабелле, Людвиг достиг новой точки в своем мировоззрении.
Важным аспектом романа является восходящий национал-социализм, широко проповедуемый клубом ветеранов, который вначале был пацифистским, но со временем стал сильно националистическим.
Последняя глава представляет собой взгляд из 1955 года на дальнейшую судьбу героев романа. Людвиг Бодмер больше не увидит никого из своих товарищей по Верденбрюку, так как большинство из них погибли либо во Второй мировой войне, либо в концентрационных лагерях.

## Основные персонажи
- Людвиг Бодмер — главный герой, от лица которого ведется повествование. Участник Первой мировой войны, представитель «потерянного поколения». Он работает в фирме по продаже надгробий у своего однополчанина Георга Кроля.
- Георг Кроль — участник Первой мировой войны, однополчанин Людвига Бодмера, яростный противник войны, полная противоположность своего брата Генриха.
- Генрих Кроль — брат Георга Кроля, убеждённый националист, работает в той же фирме вместе с Георгом и Бодмером. В эпилоге автор рассказывает, что он остался жив и после войны продолжал работать в «могильных» агентствах.
- Фрау Кроль — мать братьев Кроль.
- Эдуард Кноблох — владелец гостиницы и ресторана «Вальгалла».
- Фельдфебель Кнопф — ветеран Первой мировой войны, пьяница и дебошир. Живёт по соседству с погребальной конторой братьев Кроль.
- Герда Шнейдер — гимнастка, которой увлечён главный герой Людвиг Бодмер.
- Викарий Бодендик — капеллан лечебницы для душевнобольных, где Людвиг Бодмер по воскресеньям играл на органе.
- Доктор Вернике — врач, работающий в лечебнице, куда Людвиг приходил навещать Изабеллу. Также её лечащий врач.
- Женевьева Терговен (Изабелла) — больная шизофренией девушка, истинная любовь Людвига.

## Автобиографическая основа
Людвиг Бодмер имеет много общего с жизнью Эриха Марии Ремарка. Например, оба были учителями начальной школы в течение короткого времени после Первой мировой войны, продавали надгробные плиты и были органистами в больнице. Вымышленный город Верденбрюк в большинстве деталей соответствует городу Оснабрюк, где Ремарк родился и провел свою юность. Людвиг также пробует себя в качестве поэта, участвует в клубе поэтов.
Тильман Вестфален перечисляет еще больше параллелей между Людвигом Бодмером и Ремарком и отмечает, что сам писатель хотел бы, чтобы эти автобиографические сравнения были упомянуты в аннотации книги. Он ожидал от этого большей огласки.

## Ключевой роман
«Чёрный обелиск» до сих пор считается романом, ключевым образом отразившим реально существовавший в те годы Оснабрюк. Например, реальный прототип поэта-трактирщика Эдуарда Кноблоха на самом деле звался Эдуард Петерзили, и он управлял не существующим до сих пор отелем «Вальхалла» в Оснабрюке, а отелем «Германия», который был разрушен во время Второй мировой войны. В 1931 году Петерзили опубликовал инвективное стихотворение о Чарли Чаплине, назвав его «маленьким хлипким евреем», а 24 июля 1932 года он приветствовал Адольфа Гитлера по прибытии в Оснабрюк. «Поэт крови и почвы» Хунгерманн соответствует Хунгерланду, а имя викария Бодендика так же может скрывать человека по фамилии Боденсик или Бидендик.

## Другие факты
- Ремарк, вероятно, позаимствовал фразу «…смерть одного человека — это смерть, а смерть двух миллионов — только статистика» у публициста времен Веймарской республики Курта Тухольского. В эссе «Französischer Witz» тот писал: «Der Krieg? Ich kann das nicht so schrecklich finden! Der Tod eines Menschen: das ist eine Katastrophe. Hunderttausend Tote: das ist eine Statistik!» (Война? Я нахожу это не очень-то и ужасным! Смерть одного человека: это катастрофа. Сотня тысяч мертвецов: это статистика!).
- В англоязычной печати вариант «One death is a tragedy. A million deaths is just a statistic.» появился не позднее 1958 года, в англоязычных справочниках иногда приводится ссылка на свидетельство Черчилля, но без указания источника[5].
- Роман упоминается в фильме «Следствие ведут знатоки. Дело номер 9, Свидетель», 1973